# Sunshine Biscuits

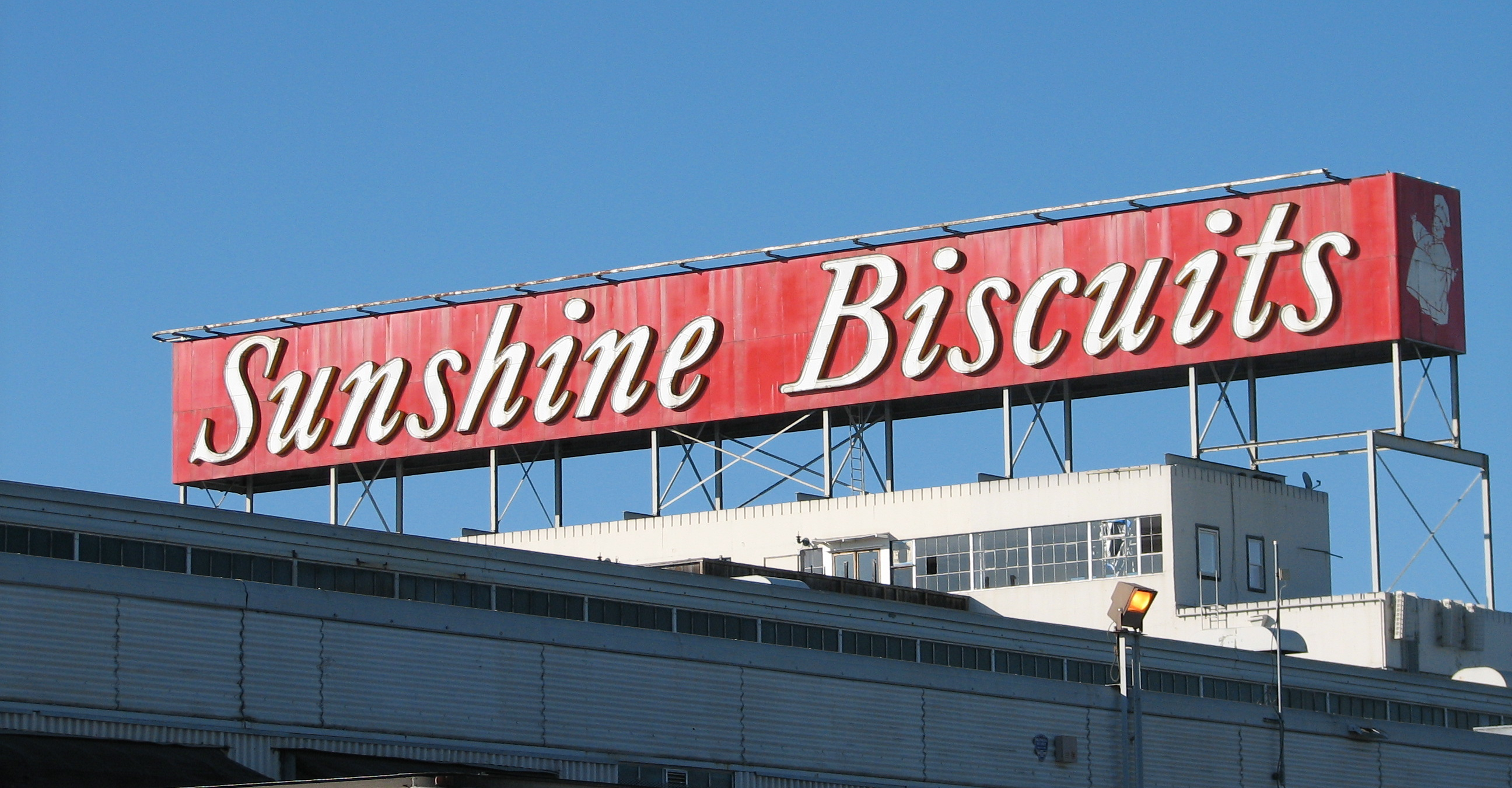
L'ancienne fabrique Sunshine, à Oakland.

Sunshine Biscuits est une ancienne entreprise agro-alimentaire américaine, propriété de Kellogg's depuis 2001.
Fondée en 1902 à Kansas City sous le nom Loose-Wiles Biscuit Company par Joseph Loose et Jon H. Wiles, l'entreprise prospère grâce à la marque de biscuits Sunshine, dont le groupe prend officiellement le nom en 1946. En 1966, Sunshine Biscuits est achetée par American Tobacco Company, qui la vend ensuite à G. F. Industries. En 1996, alors que Sunshine est le troisième groupe américain de céréales et biscuits, elle est absorbée par Keebler, elle-même achetée par Kellogg's en 2001. Le nom Sunshine apparaît encore sur les paquets de Cheez-It.